# Pica-pau-mosqueado
O pica-pau-mosqueado (Colaptes auratus) é uma ave de tamanho médio da família dos pica-paus. É nativo da maior parte da América do Norte, de partes da América Central, de Cuba e das Ilhas Cayman, e é uma das poucas espécies de pica-pau que migram. São conhecidos mais de 100 nomes comuns para o pica-pau-mosqueado. Muitos desses nomes derivam de tentativas de imitar alguns de seus cantos. É o pássaro do estado do Alabama.

## Taxonomia

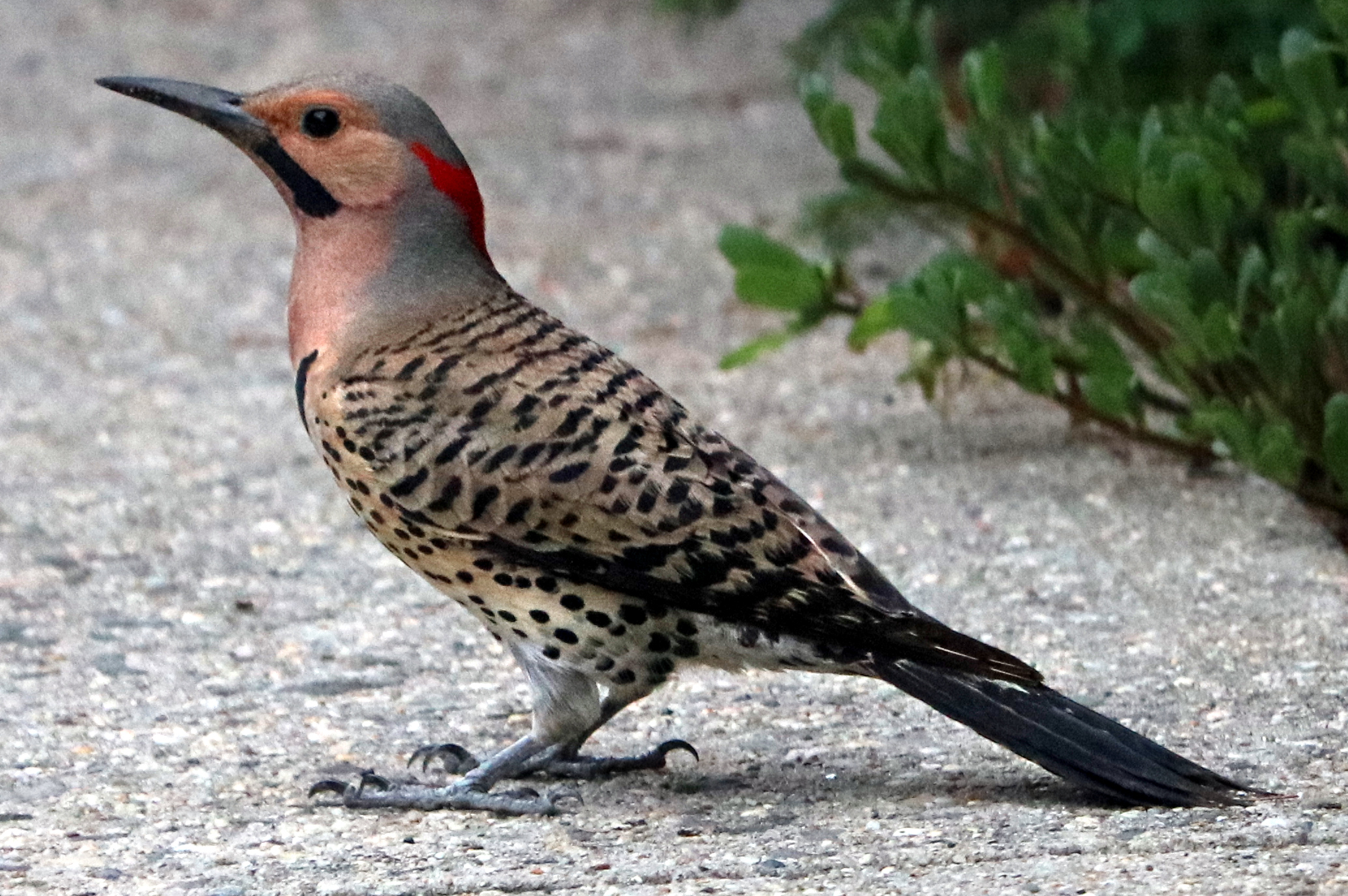
Macho no chão em Nova York.

O naturalista inglês Mark Catesby descreveu e ilustrou o pica-pau-mosqueado em seu livro The Natural History of Carolina, Florida and the Bahama Islands, publicado entre 1729 e 1732. Catesby usou o nome em latim Picus major alis aureis. Quando, em 1758, o naturalista sueco Lineu atualizou sua obra Systema Naturae para a décima edição, ele incluiu o pica-pau-mosqueado, cunhou o nome binomial Cuculus auratus e citou o livro de Catesby.
O epíteto específico auratus é uma palavra em latim que significa “dourado” ou “ornamentado com ouro”. A localidade-tipo é a Carolina do Sul. O pica-pau-mosqueado é um dos 13 pica-paus existentes no Novo Mundo, agora incluídos no gênero Colaptes, que foi introduzido pelo zoólogo irlandês Nicholas Aylward Vigors em 1825, com o pica-pau-mosqueado (Colaptes auratus) como espécie-tipo.

## Subespécies
São reconhecidas dez subespécies, uma das quais está extinta, embora possa ser inválida. As subespécies existentes já foram consideradas subespécies de duas espécies separadas, chamadas de C. auratus, com quatro subespécies, e C. cafer, com seis subespécies, cinco vivas e uma extinta, mas elas geralmente cruzam entre si onde suas áreas de distribuição se sobrepõem e agora são consideradas uma única espécie pela American Ornithologists' Union. Esse é um exemplo do que é chamado na ciência de problema das espécies.

### C. auratus
- O C. a. auratus vive no sudeste dos Estados Unidos. Ele é amarelo sob a cauda e sob as asas e tem hastes amarelas em suas penas primárias. Tem a cabeça cinza, rosto bege e uma barra vermelha na nuca. Os machos têm um bigode preto. Colaptes vem do verbo grego colapt, que significa “bicar”; auratus vem do latim aurat, que significa “ouro” ou “dourado”, e se refere às asas inferiores da ave. Como a ave do estado do Alabama,[10] essa subespécie é conhecida pelo nome comum “yellowhammer” (martelo amarelo), um termo que se originou durante a Guerra Civil Americana para descrever os soldados confederados do Alabama.[11]
- O C. a. luteus (anteriormente C. a. borealis) reside na região central do Alasca, na maior parte do Canadá, no sul de Labrador, na Terra Nova e no nordeste dos Estados Unidos.
- O C. a. chrysocaulosus é restrito a Cuba.
- O C. a. gundlachi é restrito a Grand Cayman, nas Ilhas Cayman. O epíteto subespecífico recebeu o nome do naturalista cubano Juan Gundlach.

### C. cafer
- O C. a. cafer vive no oeste da América do Norte. Ele é vermelho sob a cauda e sob as asas e tem hastes vermelhas em suas penas primárias. Tem cabeça bege e rosto cinza. Os machos têm um bigode vermelho. O nome subespecífico cafer é resultado de um erro cometido em 1788 pelo alemão Johann Friedrich Gmelin, que acreditava que seu habitat original era a África do Sul, entre o povo Xhosa, então conhecido como “cafres”. Como a origem da designação da subespécie é considerada ofensiva por alguns, propostas para alterar o nome científico dessa subespécie para C. a. lathami foram apresentadas à American Ornithologists' Union. A organização, de acordo com as regras que regem a nomenclatura científica, desde setembro de 2018 se recusou a apoiar uma alteração do nome subespecífico, mas pode consultar o Código Internacional de Nomenclatura Zoológica sobre o assunto.[12][13]
- O C. a. collaris tem uma área de distribuição que se sobrepõe à do C. a. cafer, estendendo-se por grande parte da costa oeste da América do Norte, da Colúmbia Britânica ao noroeste do México.
- O C. a. nanus vive no oeste do Texas, ao sul, até o nordeste do México.
- O C. a. mexicanus vive no centro e no sul do México, de Durango a San Luis Potosí e Oaxaca.
- O C. a. mexicanoides vive nas terras altas do sul do México e da América Central. Algumas autoridades consideram que se trata de uma espécie separada, o C. mexicanoides.
- O C. a. rufipileus está extinto e antes era restrito à Ilha de Guadalupe, na costa noroeste da Baixa Califórnia, no México. Foi registrado pela última vez em 1906. Pode ser inválida.[14] Indivíduos de uma subespécie continental existente foram observados se reproduzindo na Ilha de Guadalupe em 1996.[15]

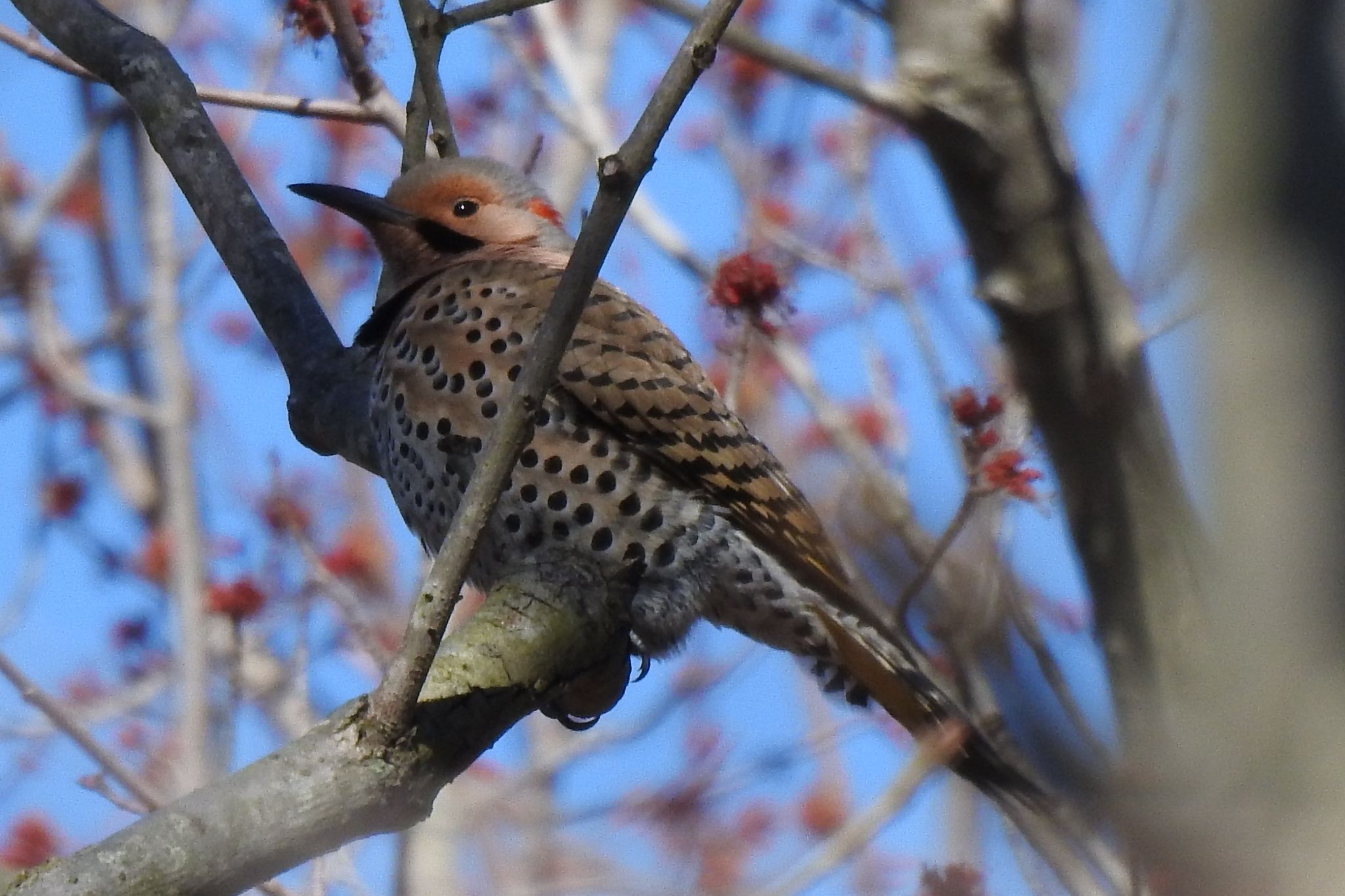
C. a. auratus em Delaware.
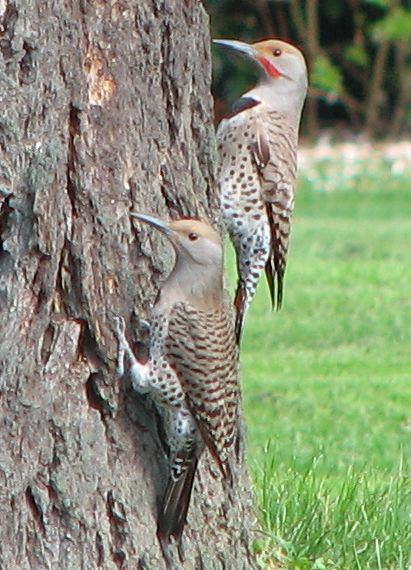
C. a. cafer fêmea (esquerda) e macho (direita) em Washington.
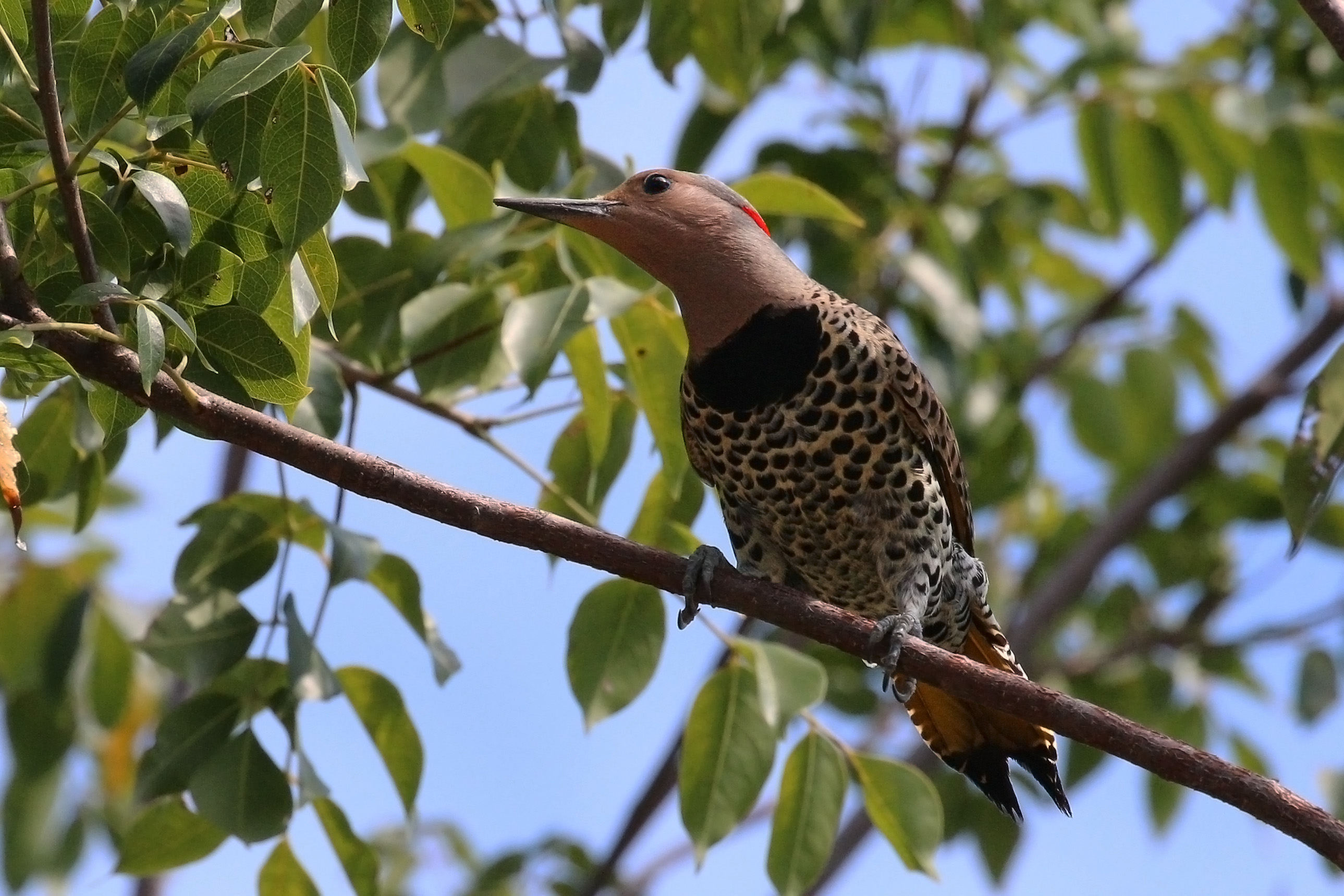
C. a. chrysocaulosus fêmea em Cuba.
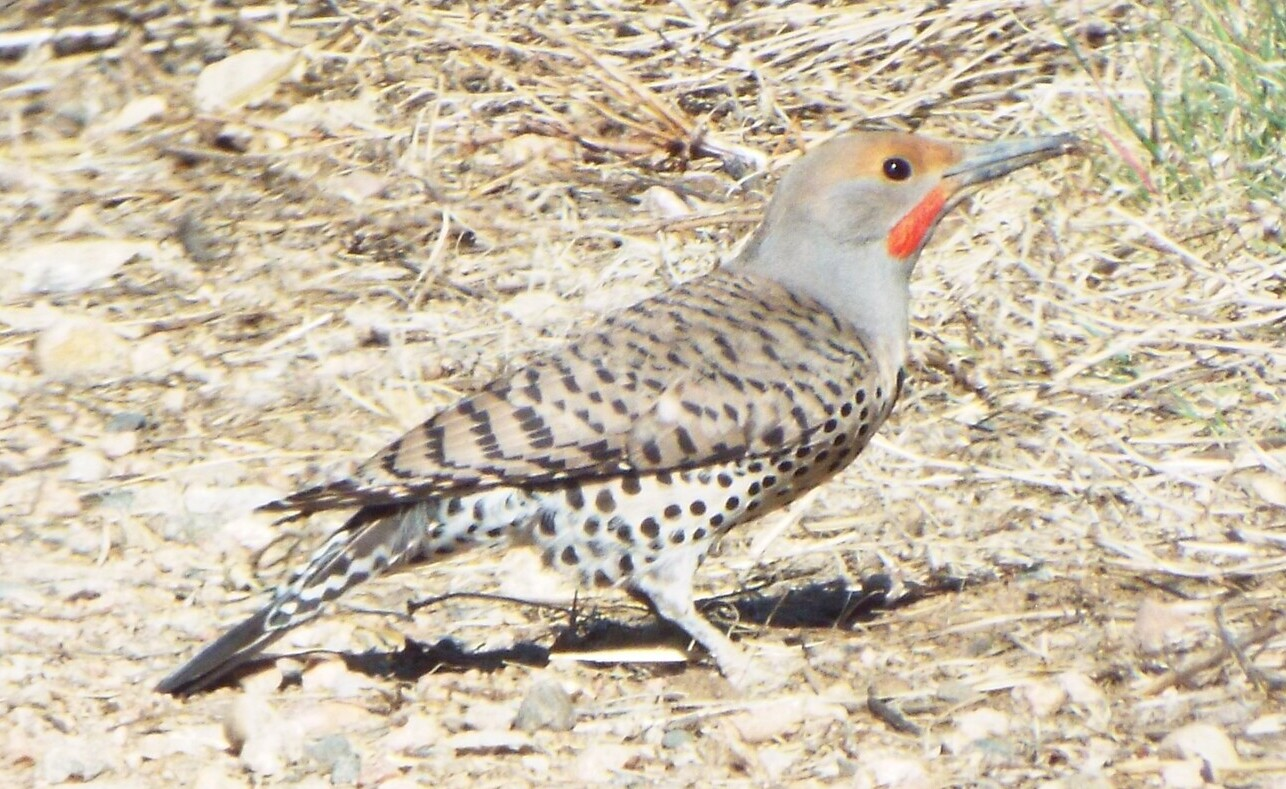
C. a. collaris macho no Colorado.
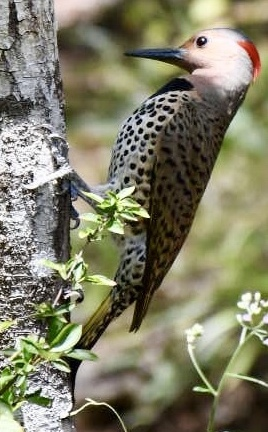
C. a. gundlachi em Grand Cayman.
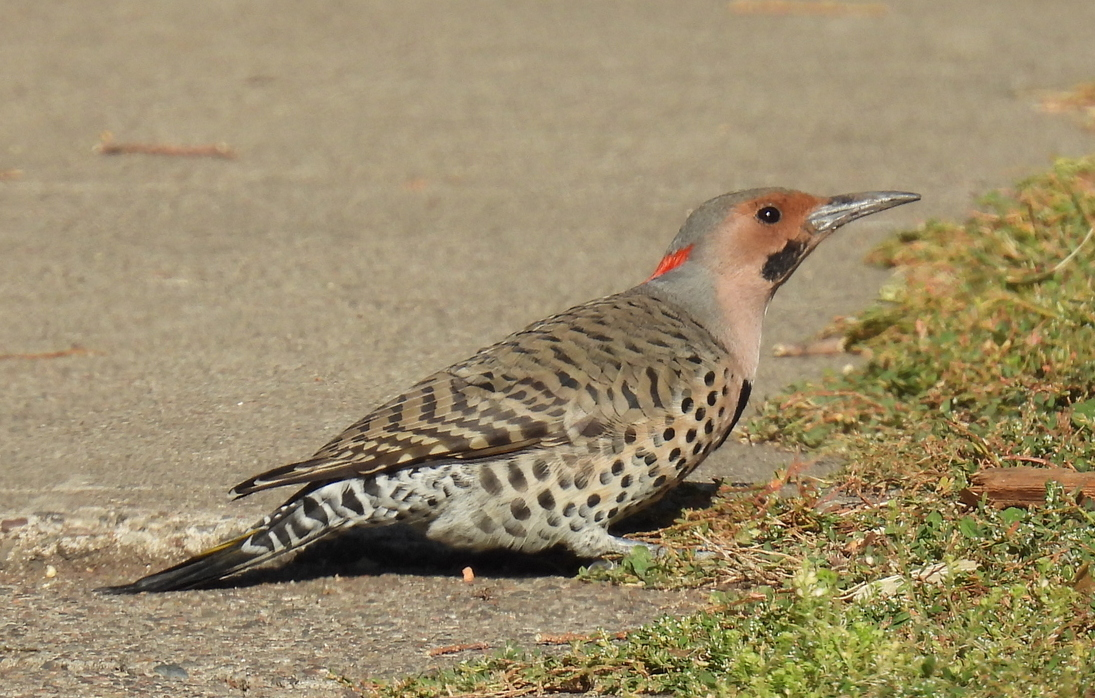
C. a. luteus macho em Minnesota.
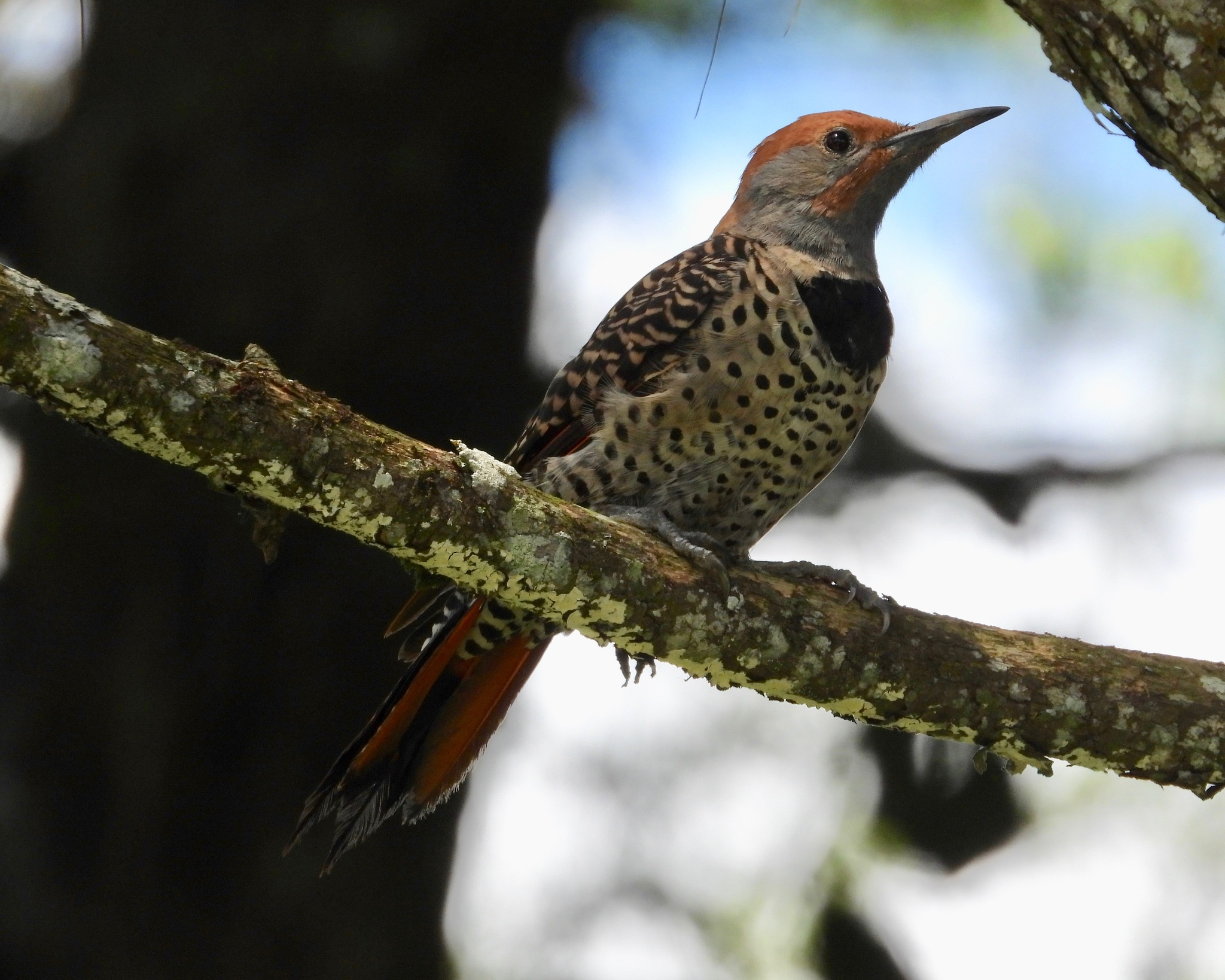
C. a. mexicanoides fêmea na Guatemala.
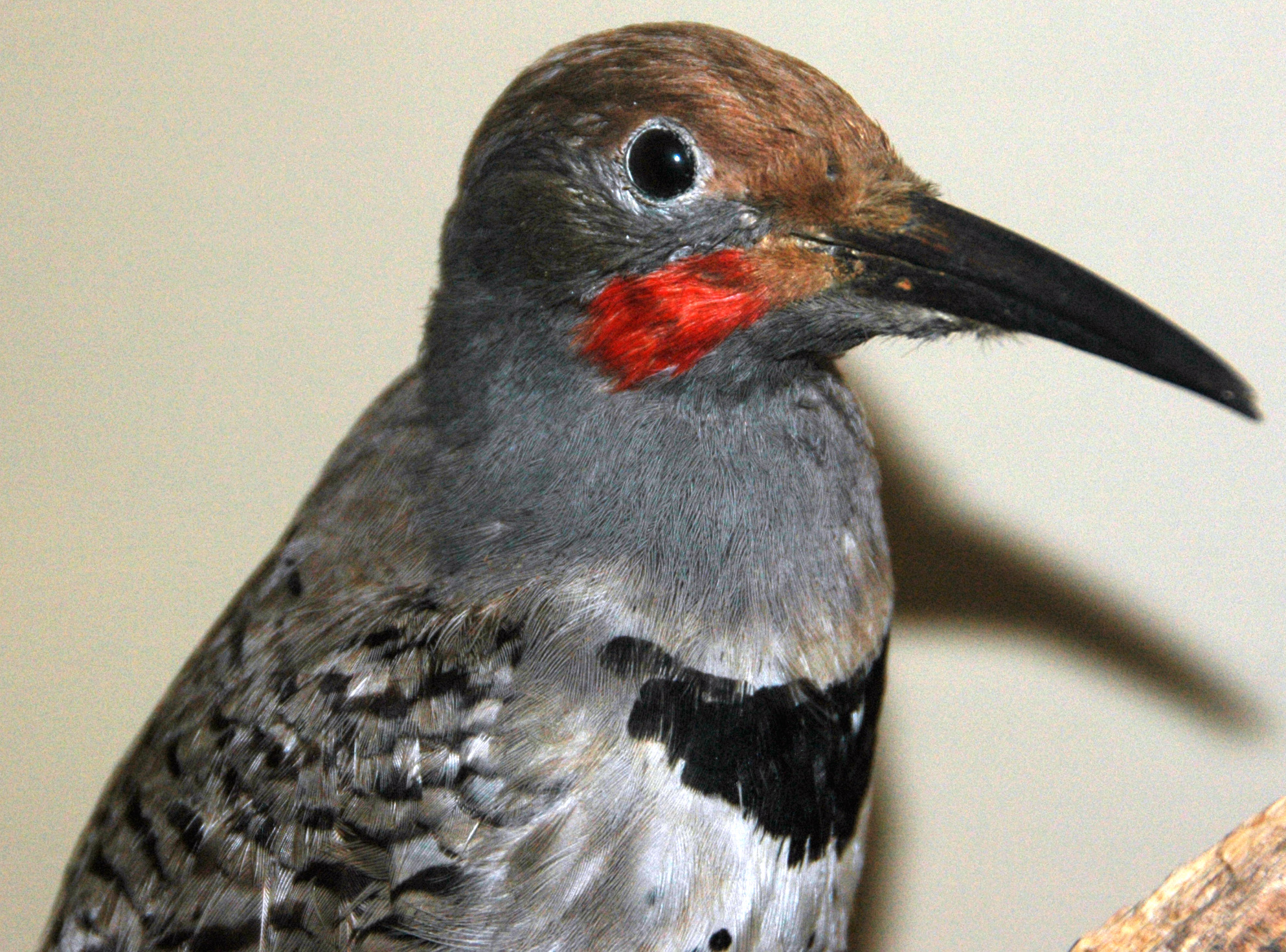
Espécime macho taxidermizado de C. a. rufipileus.

## Descrição

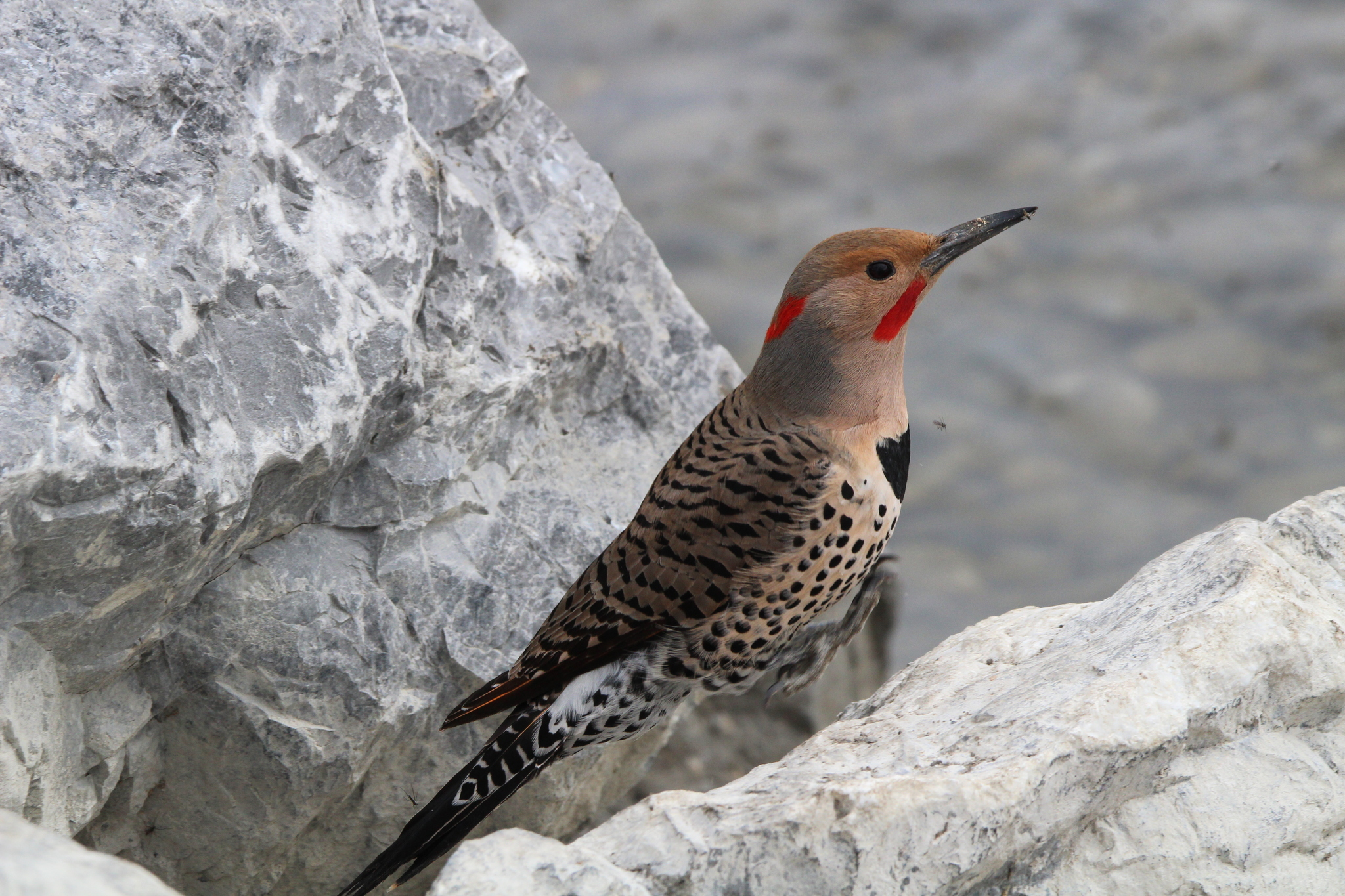
Macho híbrido. Tem um bigode vermelho como o do grupo C. cafer e uma nuca vermelha como a do grupo C. auratus. A face e a garganta são intermediárias entre a cor cinza do primeiro e a cor pêssego do segundo. Em Alberta.

Os adultos são marrons com barras pretas no dorso e nas asas. Um pica-pau-mosqueado de tamanho médio a grande mede 28 a 36 cm de comprimento e 42 a 54 cm de envergadura. A massa corporal pode variar de 86 a 167 g. Entre as medidas científicas padrão, o osso da asa mede 12,2 a 17,1 cm, a cauda mede 7,5 a 11,5 cm, o bico mede 2,2 a 4,3 cm e o tarso mede 2,2 a 3,1 cm. Os espécimes de maior porte são provenientes dos trechos ao norte da área de distribuição da espécie, na latitude do Alasca e Labrador, enquanto os menores espécimes são provenientes de Grand Cayman. Uma mancha preta semelhante a um colar ocupa a parte superior do peito, enquanto a parte inferior do peito e a barriga são bege com manchas pretas. Os machos podem ser identificados por uma faixa preta (na parte leste da área de distribuição da espécie) ou vermelha (na parte oeste) na base do bico, enquanto as fêmeas não têm essa faixa. A cauda é escura na parte superior, com transição para uma garupa branca que se destaca durante o voo. A plumagem subespecífica é variável.

### Chamado e voo
Yosemite National Park, CaliforniaO canto dessa ave é uma risada contínua, ki ki ki ki, bem diferente do canto do pica-pau-grande-americano (Dryocopus pileatus). Também é possível ouvir uma batida constante, pois eles costumam bater em árvores ou até mesmo em objetos de metal para declarar território. Como a maioria dos pica-paus, os pica-paus-mosqueados batem em objetos como forma de comunicação e defesa de território. Nesses casos, o objetivo é fazer o barulho mais alto possível, por isso os pica-paus às vezes batem em objetos de metal.
Como muitos pica-paus, seu voo é ondulante. O ciclo repetido de uma rápida sucessão de batidas de asa seguido de uma pausa cria um efeito comparável ao de uma montanha-russa.

## Dieta

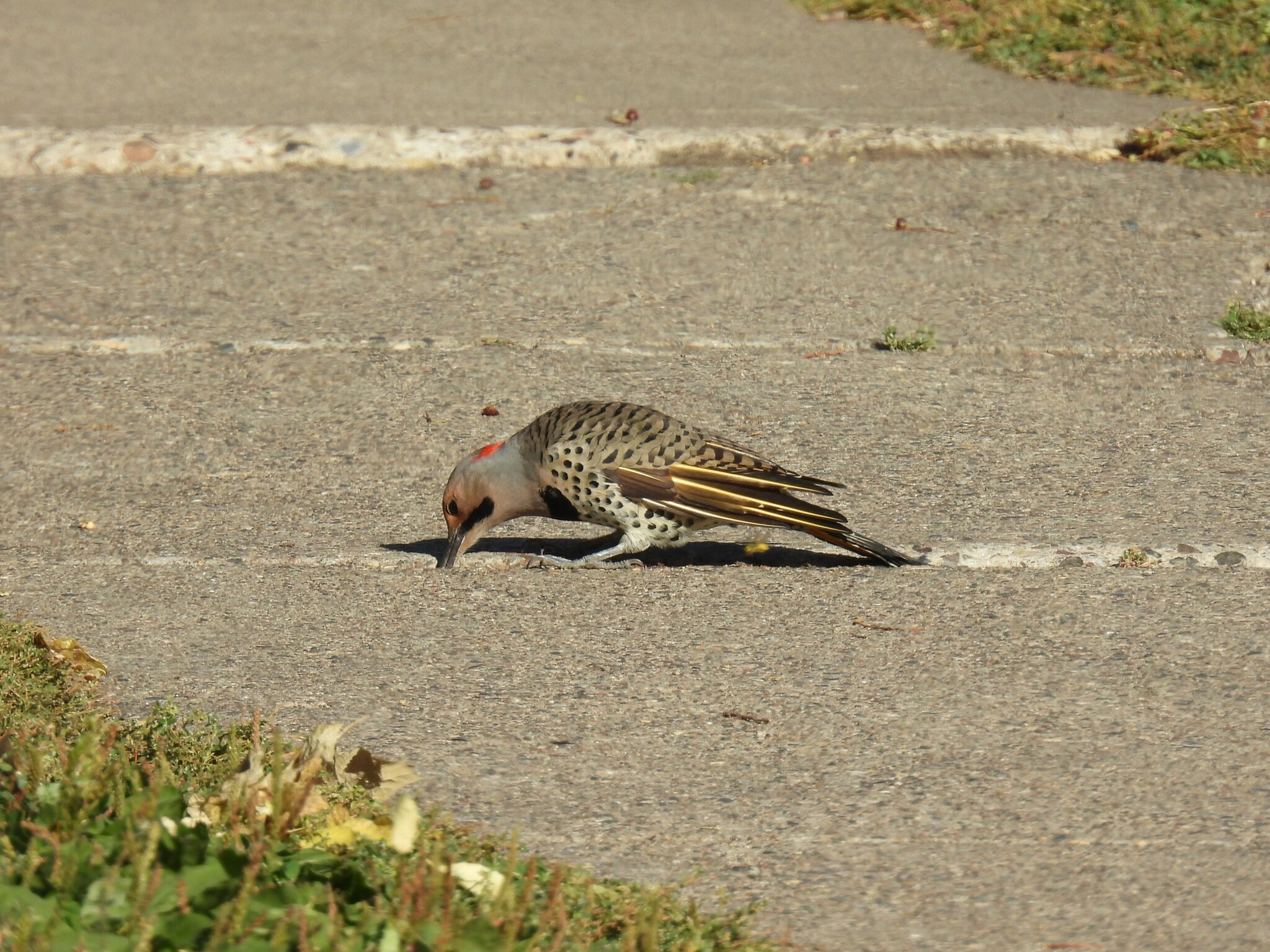
C. a. luteus forrageando no solo, em Minnesota.

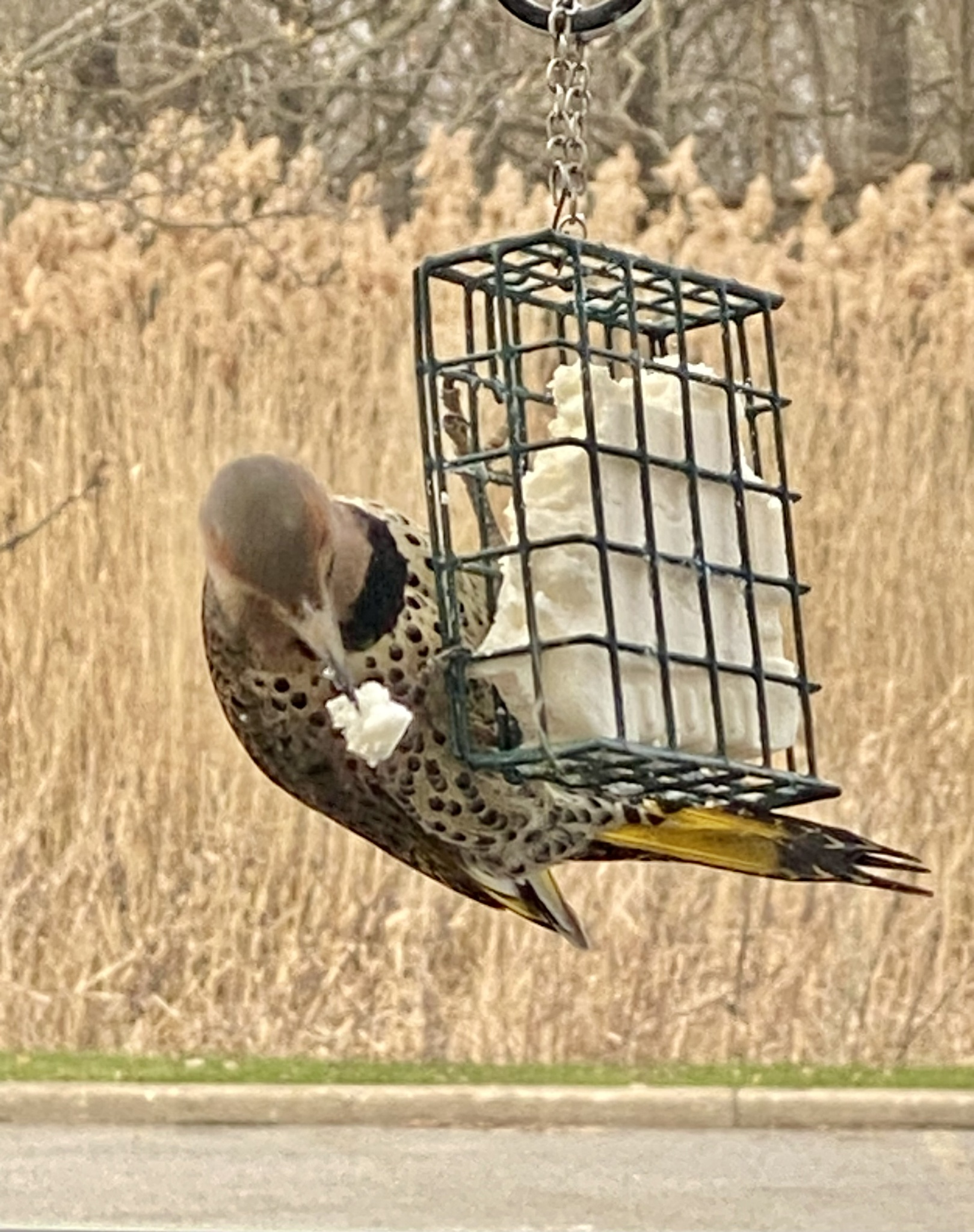
C. a. luteus comendo sebo em um alimentador de aves, em Nova York.

De acordo com o guia de campo da National Audubon Society, “os pica-paus-mosqueados são os únicos pica-paus que frequentemente se alimentam no chão”, sondando com o bico e, às vezes, capturando insetos durante o voo. Embora comam frutas, frutos silvestres, sementes e nozes, seu principal alimento são os insetos. Somente as formigas podem representar 45% de sua dieta. Outros invertebrados consumidos incluem moscas, borboletas, mariposas, besouros e caracóis. Os pica-paus-mosqueados também comem frutos silvestres e sementes, especialmente no inverno, incluindo as de hera venenosa, carvalho venenoso, sumagre, cereja e uva silvestres, Sambucus, bem como sementes de girassol e cardo. Os pica-paus-mosqueados frequentemente invadem colônias subterrâneas de formigas para obter as larvas nutritivas, martelando o solo da mesma forma que outros pica-paus perfuram a madeira. Eles foram observados vasculhando esterco de vaca para comer os insetos que vivem nele. Suas línguas podem sair 50 mm além da extremidade do bico para capturar presas. O pica-pau-mosqueado é um predador natural da Ostrinia nubilalis, uma espécie invasora de mariposa que custa ao setor agrícola dos EUA mais de US$ 1 bilhão por ano em perdas de safra e controle populacional. Além de comer formigas, o pica-pau-mosqueado apresenta um comportamento conhecido como formigamento, no qual ele usa o ácido metanoico das formigas para ajudar na preparação, pois é útil para mantê-lo livre de parasitas.

### Influência da dieta na prole
De acordo com um artigo publicado na revista Ibis, a disponibilidade de alimentos afeta a coloração das penas dos filhotes de pica-pau-mosqueado. O artigo enfocou a correlação entre manchas de melanina e coloração baseada em carotenoides nas asas de filhotes com estresse alimentar por meio da manipulação indireta do tamanho da ninhada. O artigo constatou que havia uma correlação positiva entre a qualidade da dieta dos filhotes e a resposta imune mediada por células T. Verificou-se que a resposta imune mediada por células T estava positivamente correlacionada com o brilho da pigmentação nas penas de voo, mas não estava relacionada à intensidade da mancha de melanina.

## Habitat
O pica-pau-mosqueado pode ser observado em habitats abertos próximos a árvores, incluindo bosques, bordas de florestas, pátios e parques. No oeste dos Estados Unidos, é possível encontrá-lo em florestas montanhosas até a linha das árvores. O pica-pau-mosqueado geralmente faz ninhos em buracos nas árvores, como outros pica-paus. Ocasionalmente, ele foi encontrado nidificando em tocas antigas de terra desocupadas por guarda-rios-de-crista (Megaceryle alcyon) ou andorinha-das-barreiras (Riparia riparia). Ambos os sexos ajudam na escavação do ninho. O buraco de entrada tem cerca de 8 cm de diâmetro e a cavidade tem 33 a 41 cm de profundidade. A cavidade se alarga na parte inferior para dar espaço aos ovos e ao adulto em incubação. No interior, a cavidade é vazia, exceto por uma cama de lascas de madeira para os ovos e os filhotes descansarem. Quando os filhotes têm cerca de 17 dias de idade, eles começam a se agarrar à parede da cavidade em vez de deitar no chão. Elas podem criar cavidades dentro de residências, especialmente em casas de estuque ou com revestimento de madeira fraco.

## Tempo de vida

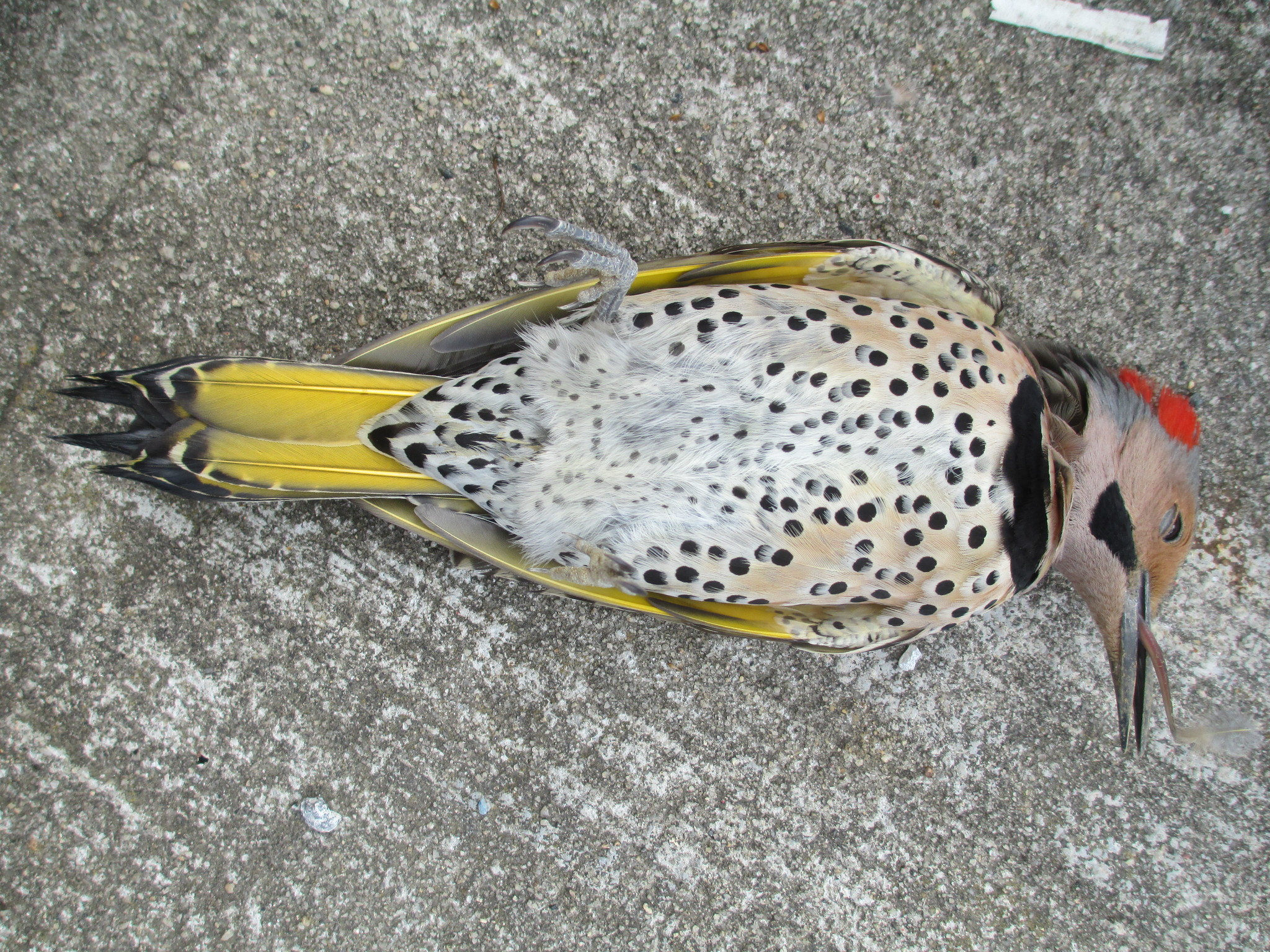
Macho de C. a. auratus morto em uma colisão com uma janela, na Carolina do Norte.

Um estudo realizado em 2006 examinou as taxas de mortalidade de machos e fêmeas de pica-paus-mosqueados em um período de seis anos usando técnicas de captura e recaptura. Os pesquisadores observaram que apenas uma a duas aves em cada 300 adultos tinham 7 anos ou mais. Esses dados de observação se correlacionaram bem com um modelo de mortalidade que previa uma taxa de sobrevivência de 7 anos de 0,6%. Os dados também mostraram que não havia diferenças significativas entre as taxas de sobrevivência de machos e fêmeas na população em geral. O pica-pau-mosqueado mais velho ainda conhecido com “hastes amarelas” viveu até pelo menos 9 anos e 2 meses de idade, e o pica-pau-mosqueado mais velho ainda conhecido com “hastes vermelhas” viveu até pelo menos 8 anos e 9 meses de idade.

### Reprodução
O habitat de reprodução do pica-pau-mosqueado consiste em áreas florestais em toda a América do Norte e até o sul da América Central. É um ninho de cavidade que normalmente faz ninhos em árvores, mas também pode usar postes e casas de pássaros se o tamanho e a localização forem adequados. Ele prefere escavar sua própria casa, embora possa reutilizar e consertar ninhos danificados ou abandonados. Muitas vezes, os ninhos antigos são criados por guarda-rios-de-cristas ou andorinhas-das-barreiras. Os ninhos abandonados do pica-pau-mosqueado criam habitats para outros ninhos de cavidade. O pica-pau-mosqueado às vezes é expulso de seu local de nidificação por outros nidificadores de cavidades, como o estorninho-malhado (Sturnus vulgaris).
O pica-pau-mosqueado geralmente se reproduz durante os meses de fevereiro a julho, dependendo da temperatura da área. Durante a época de reprodução, os dois casais ficam juntos. Após a temporada de reprodução, eles não ficam juntos. Antes da temporada de reprodução, são necessárias de uma a duas semanas para que um par acasalado construa o ninho. Os machos encontram as fêmeas balançando a cabeça e fazendo seu chamado pessoal de acasalamento. O som comum que o pássaro macho faz para uma fêmea é “woikawoikawoika”, simbolizando o relacionamento entre eles e com outros pássaros. Se o chamado for usado em direção a um macho, é um sinal territorial. O padrão dos chamados pode ser classificado como plano e aumenta gradualmente até se tornar um ruído alto. O tipo de chamado é um chilreio que bate e chocalha.
Outros sinais territoriais em relação a outros machos podem ser balançar a cabeça quando estiverem próximos a outro macho ou criar repetidamente ruídos altos com seus bicos. Objetos comumente usados são madeira ou metal para um som mais alto. Ao fazer os ruídos altos, eles abrem as asas, movendo-as para cima e para baixo, abrindo a cauda para mostrar a parte inferior colorida. A cor de suas penas depende do ambiente ao redor da ave. Atualmente, não há correlação direta entre as cores das aves e a escolha do parceiro. Em vez disso, ela desempenha um papel mais importante no território.

O pica-pau-mosqueado também pode apontar seu bico para a frente em direção a um concorrente por motivos territoriais. Os pica-paus-mosqueados filhotes geralmente ficam indefesos contra predadores que entram no ninho. Os predadores comuns são os gaviões-galinha (Astur cooperii), os tauatós-miúdos (Accipter striatus), os guaxinins (Procyon lotor), os esquilos e as cobras. Os pica-paus-mosqueados adultos são predados por pássaros maiores e aves de caça. O buraco de entrada de seu ninho tem cerca de 5 a 10 cm de largura. A entrada do buraco geralmente está voltada para o leste ou sudeste. Em média, o pica-pau-mosqueado pode ter de uma a duas ninhadas a cada estação reprodutiva. Uma ninhada típica consiste de seis a oito ovos cujas cascas são de um branco puro com uma superfície lisa e alto brilho. Os ovos são os segundos maiores entre as espécies de pica-paus da América do Norte, superados apenas pelos do pica-pau-grande-americano. A incubação é feita por ambos os sexos por cerca de 11 a 12 dias. Geralmente, o macho se senta sobre os ovos durante a noite, e tanto o macho quanto a fêmea incubam os ovos durante o dia. Os filhotes são alimentados por regurgitação e aprendem a voar cerca de 25 a 28 dias após a eclosão.

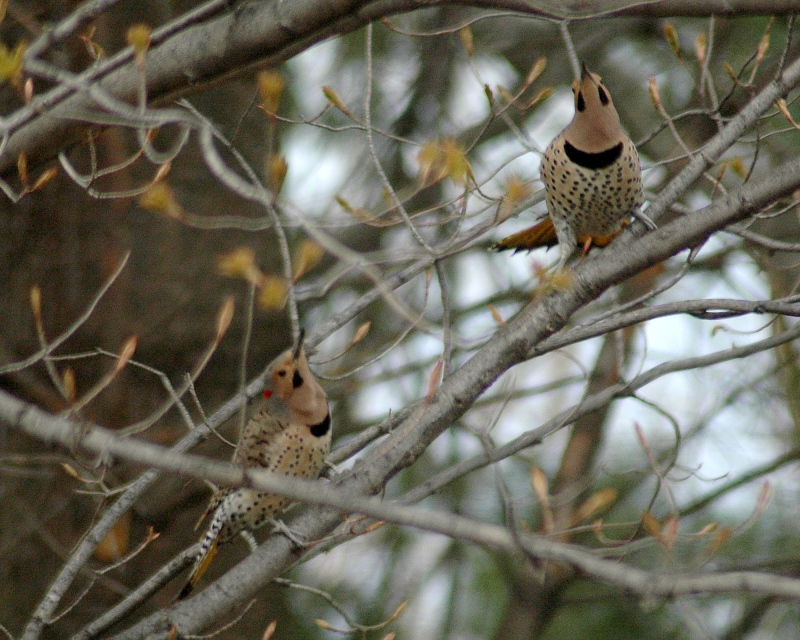
Dois machos em uma exibição territorial durante a primavera.
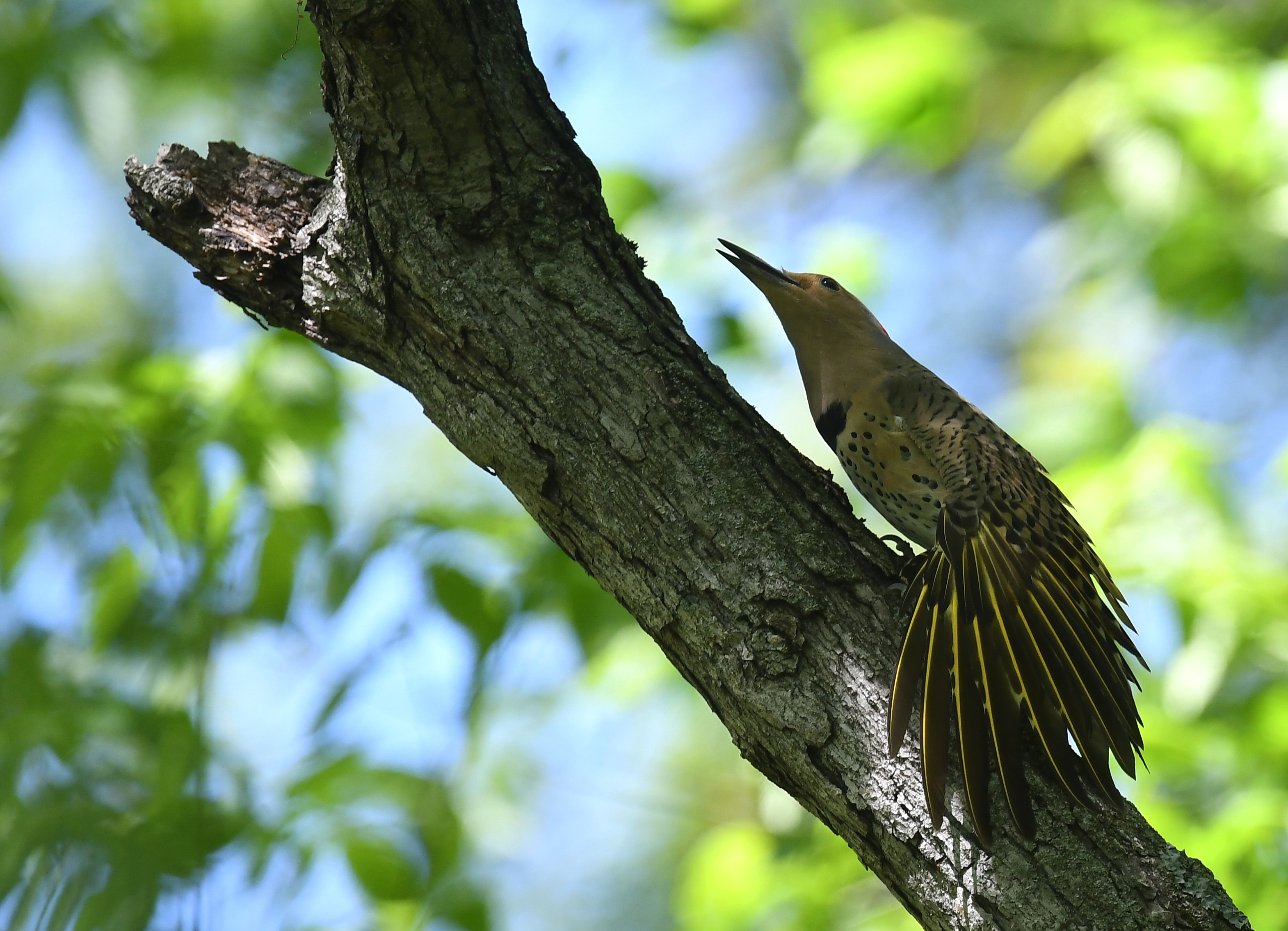
Em uma exibição de dominância, um pica-pau-mosqueado abre suas asas para exibir seu tamanho e suas cores.
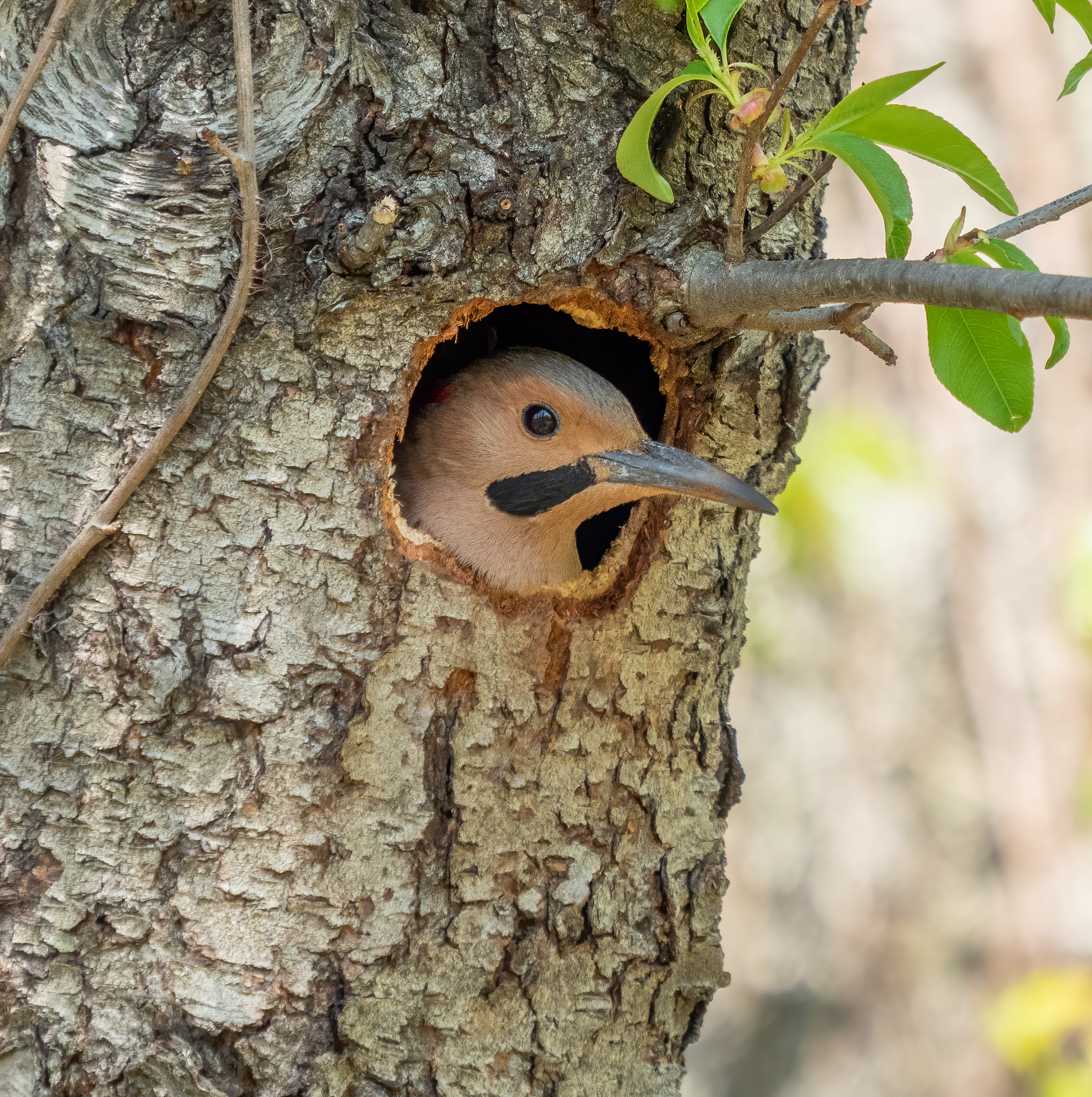
Macho guardando a cavidade do ninho.
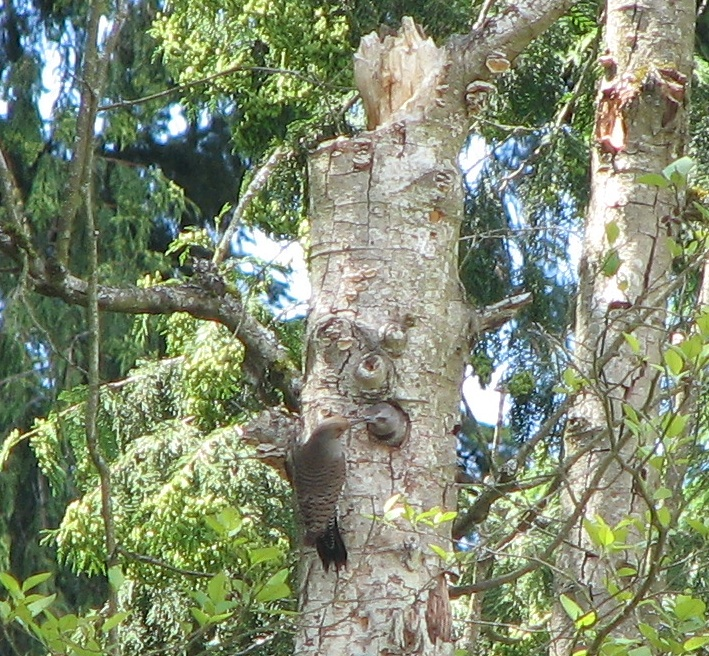
Adulto alimentando um jovem na entrada da cavidade do ninho.
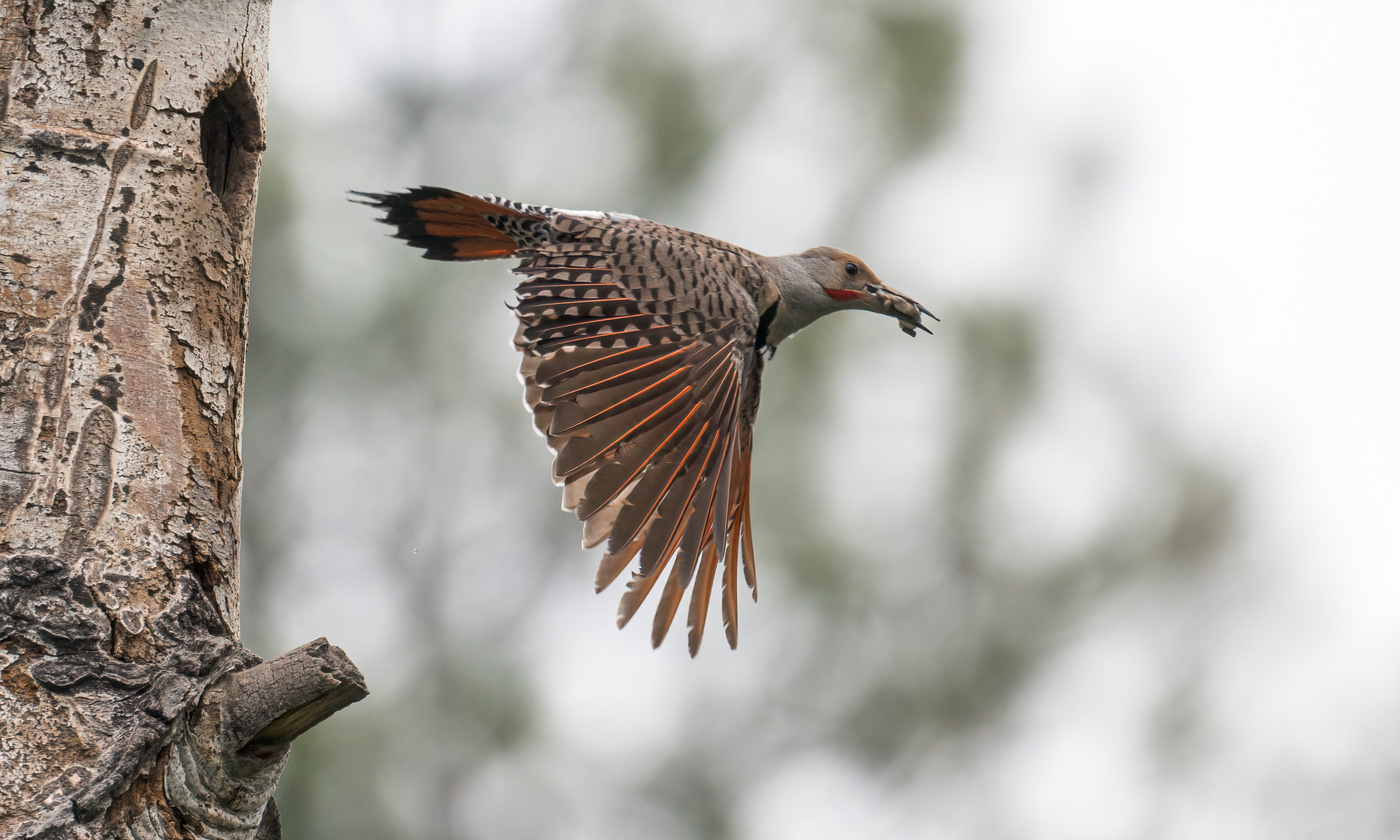
Macho carregando um saco fecal para longe do ninho.

### Invernada e migração

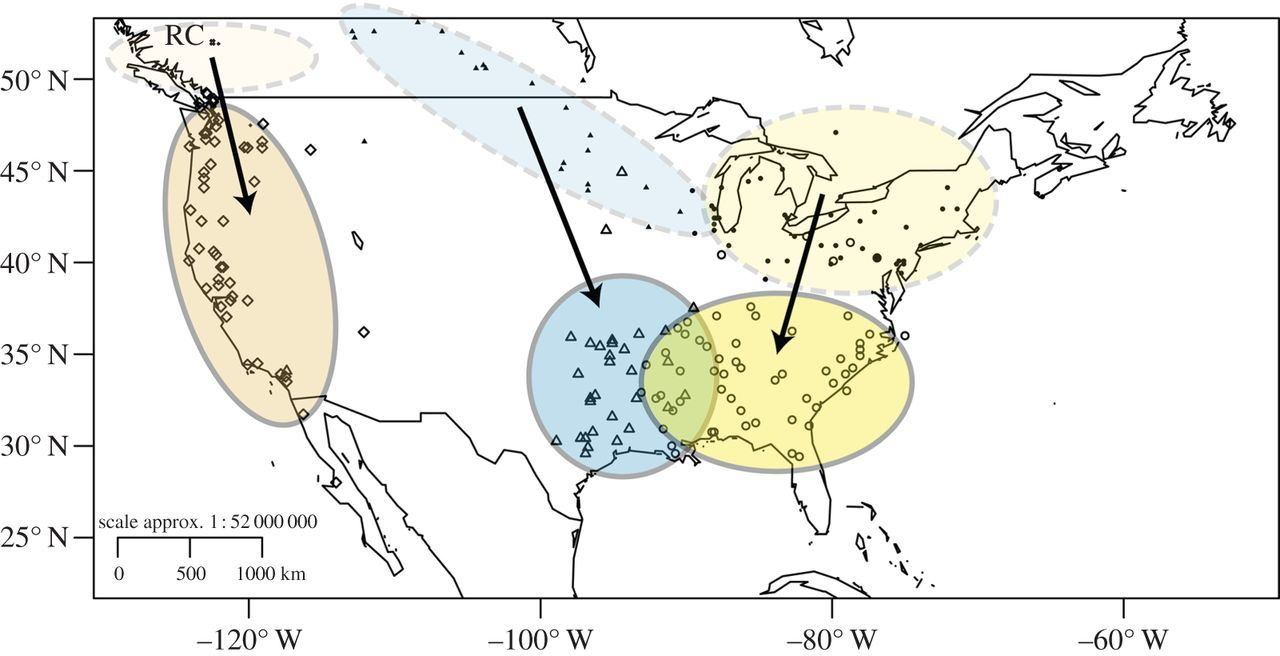
Conexões entre o local de reprodução e o local de invernada dos pica-paus-mosqueados.

Os pica-paus-mosqueados são migrantes parciais, enquanto algumas populações do sul são completamente não migratórias. As populações que migram tendem a iniciar a migração na primavera no início de abril e retornar entre setembro e outubro. Os indivíduos que se reproduzem mais ao norte percorrem distâncias maiores do que seus pares migratórios do sul, o que geralmente resulta na convergência das populações do norte e do sul nos locais de invernada. Essa discrepância provavelmente decorre do comportamento de forrageamento terrestre dos pica-paus-mosqueados, no qual as presas só podem ser encontradas em locais sem neve. Além disso, as fêmeas tendem a invernar mais ao norte do que os machos, sugerindo que o investimento parental e a divisão do trabalho reprodutivo são fatores-chave na determinação do comportamento migratório individual. Foi demonstrado que o aumento das temperaturas resultante da mudança climática antropogênica desencadeia a migração prematura dos pica-paus-mosqueados, bem como de muitas outras espécies de aves migratórias, conforme evidenciado em Sherbrooke, Quebec.
Os pica-paus-mosqueados são divididos em populações orientais e ocidentais pelas Montanhas Rochosas, com cada população tendo uma rota migratória exclusiva. Os indivíduos que se reproduzem nas províncias de pradaria do Canadá, nas Dakotas e nos estados vizinhos dos EUA passam o inverno no Texas, Oklahoma e Arkansas. Os que se reproduzem no sul de Ontário e de Michigan até a Nova Inglaterra passam o inverno do leste do Texas até as Carolinas, enquanto os que se reproduzem na Colúmbia Britânica e no noroeste do Pacífico passam o inverno do centro da Califórnia até a Península da Baixa Califórnia, no México.
Durante a migração, os pica-paus-mosqueados podem formar bandos. Além disso, a propensão da espécie a se empoleirar em cavidades não é atenuada durante a migração. Em média, 75% dos indivíduos passam suas noites em uma cavidade durante a migração, mesmo em locais completamente desconhecidos. Os pica-paus-mosqueados demonstram uma alta taxa de reutilização da cavidade do ninho, em vez de escavar novas cavidades a cada ano. Além disso, os indivíduos reprodutores exibem intensa fidelidade ao local, com os pares retornando consistentemente à cavidade do ninho específica que usaram no ano anterior.

## Galeria

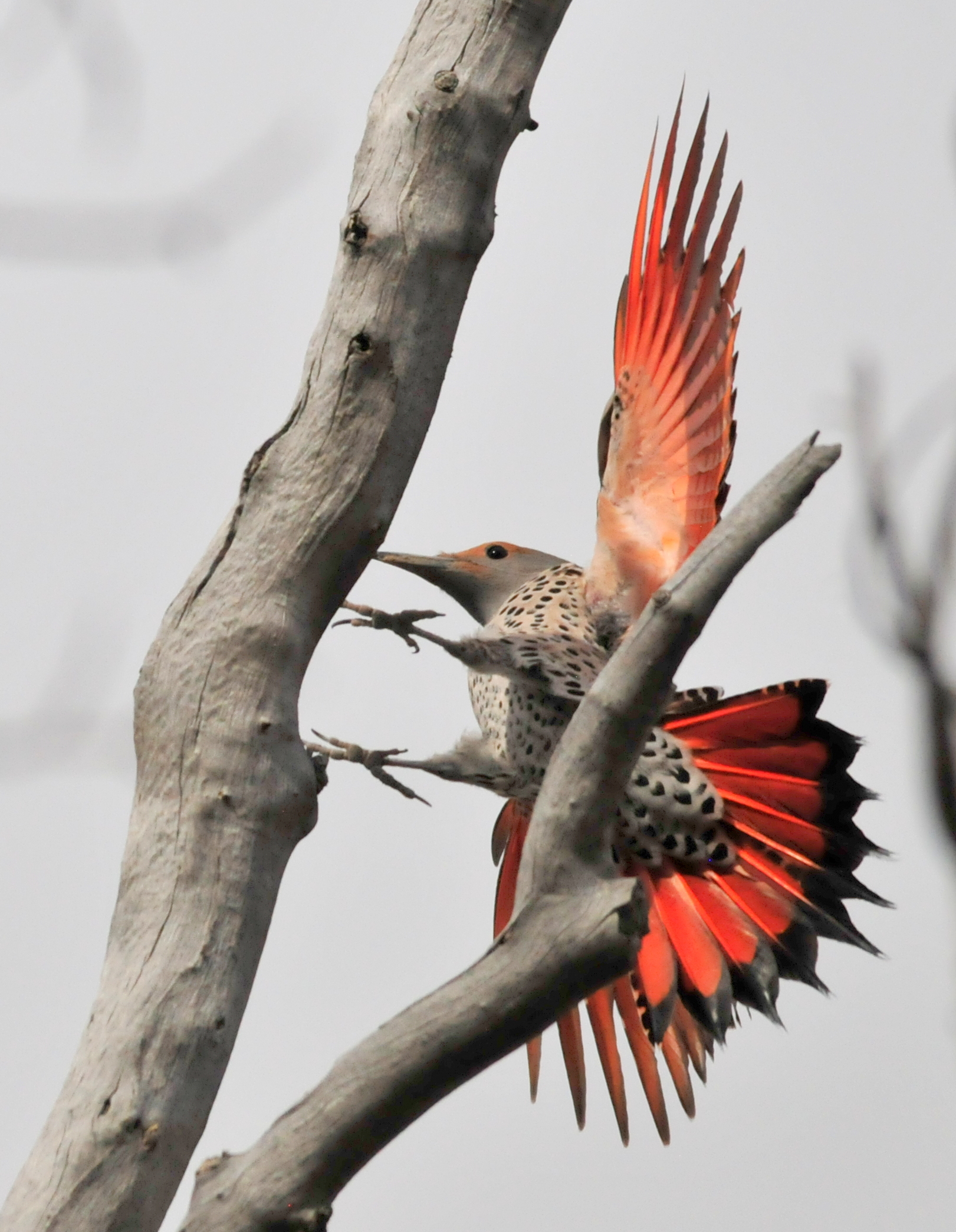
Um pica-pau-mosqueado em uma árvore no Refúgio Nacional de Vida Selvagem Seedskadee.
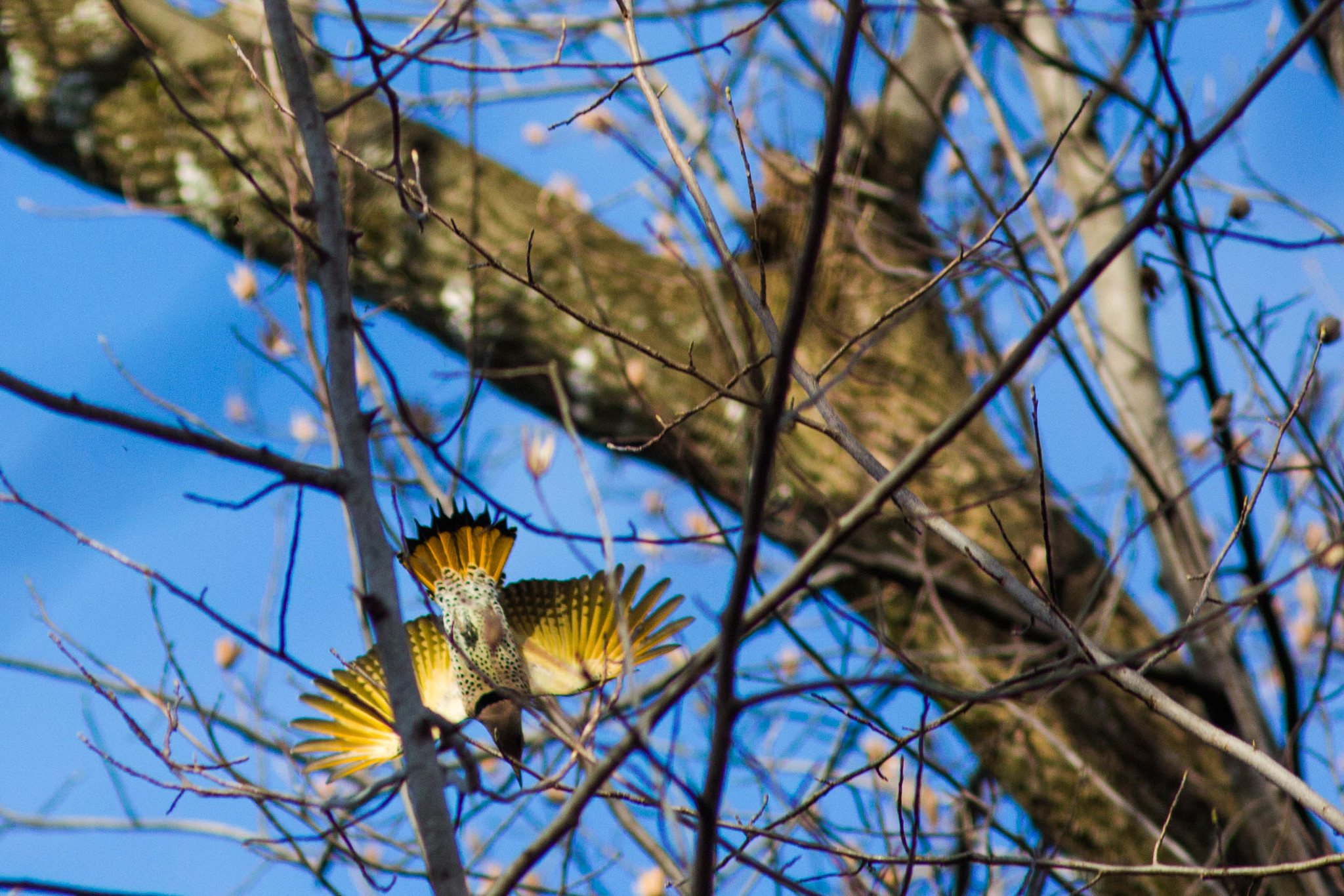
C. a. auratus.
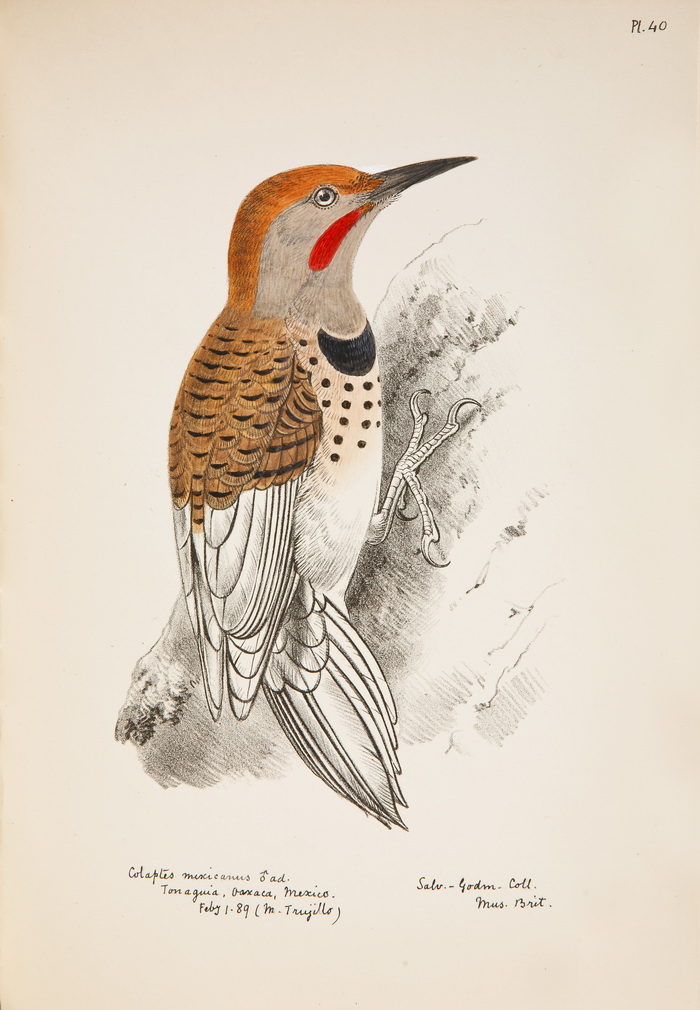
Pintura de Colaptes mexicanus por Edward Hargitt, 1889.
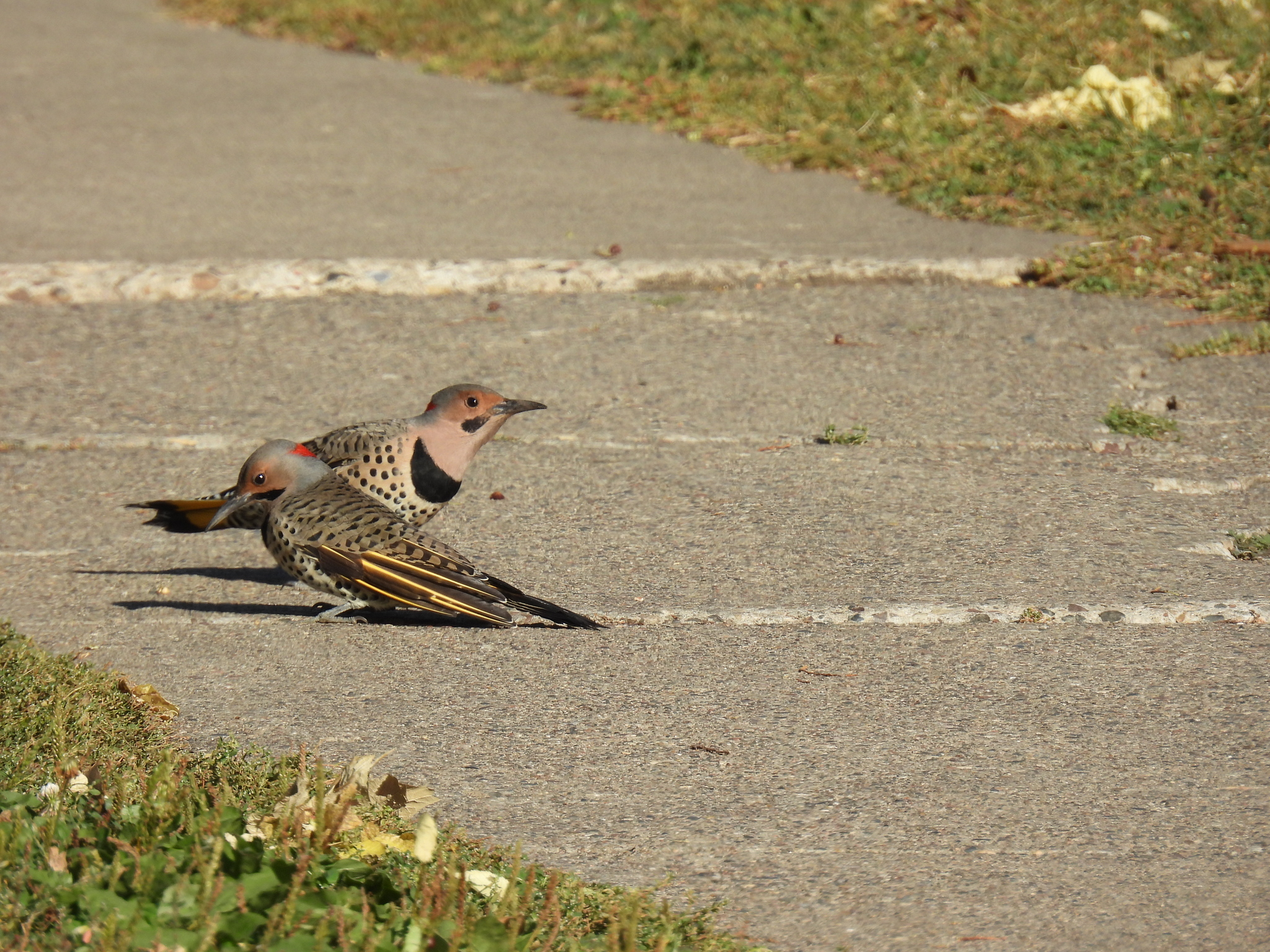
C. a. luteus em Minnesota.
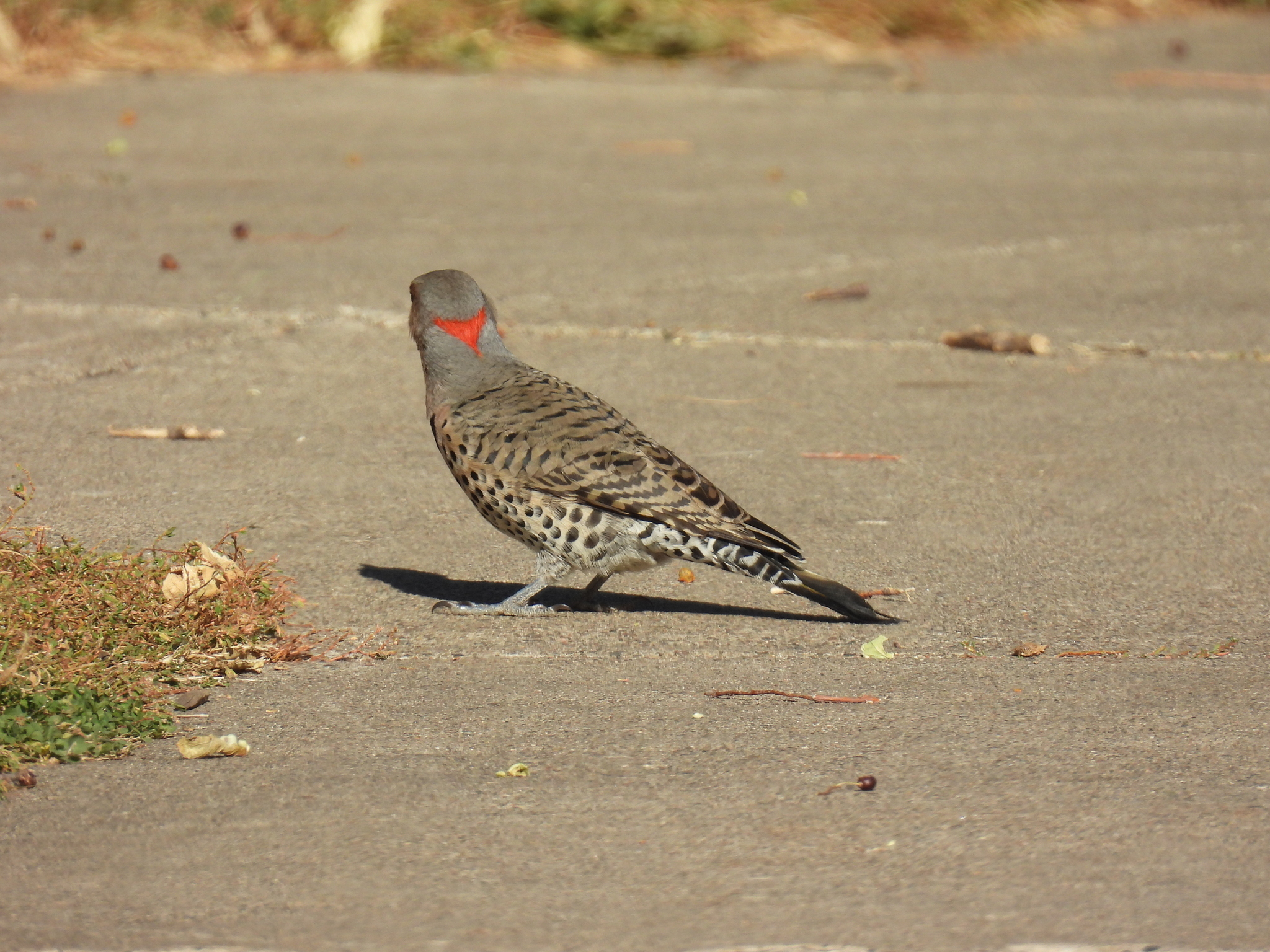
C. a. luteus em Minnesota.
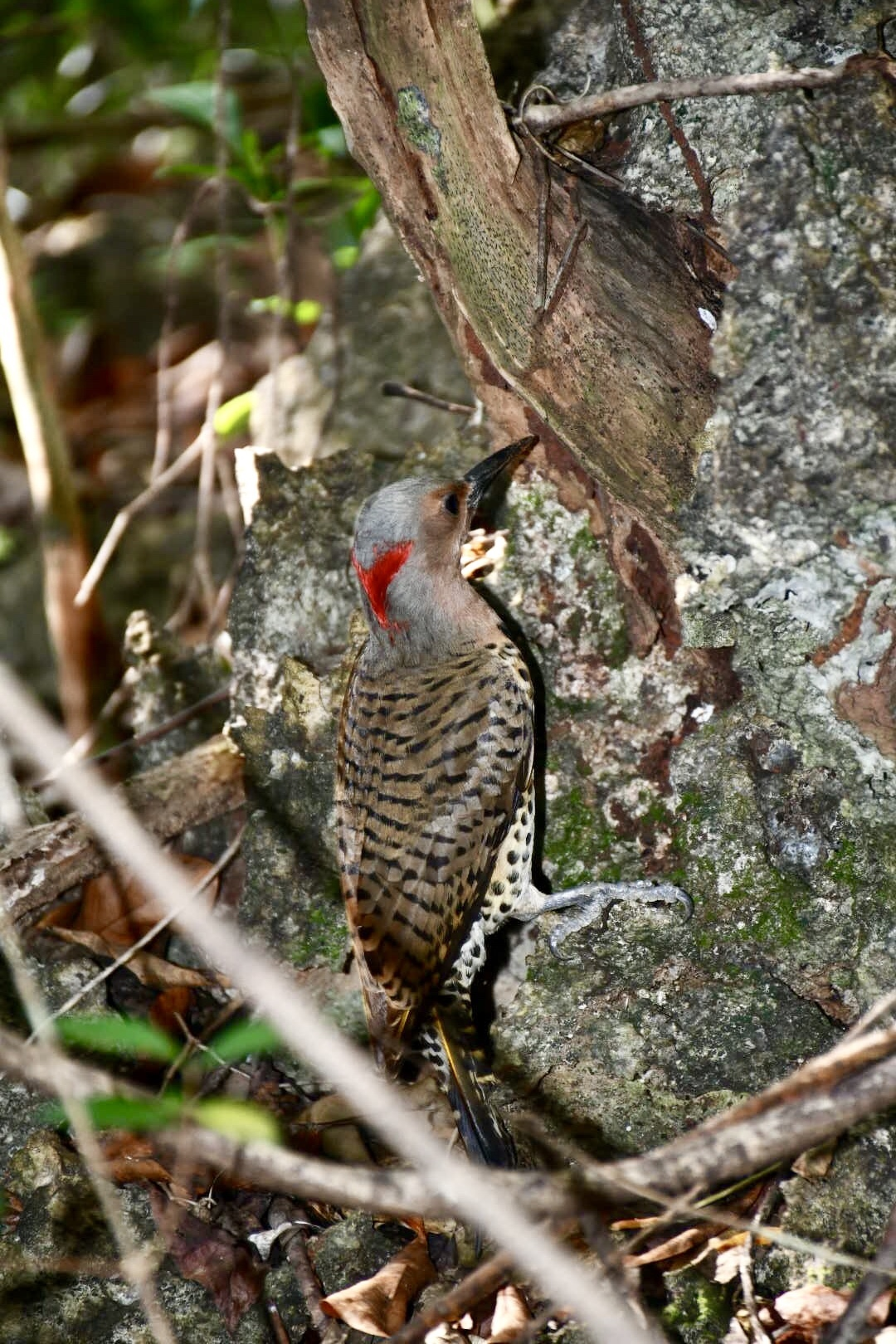
C. a. gundlachi em Grand Cayman.
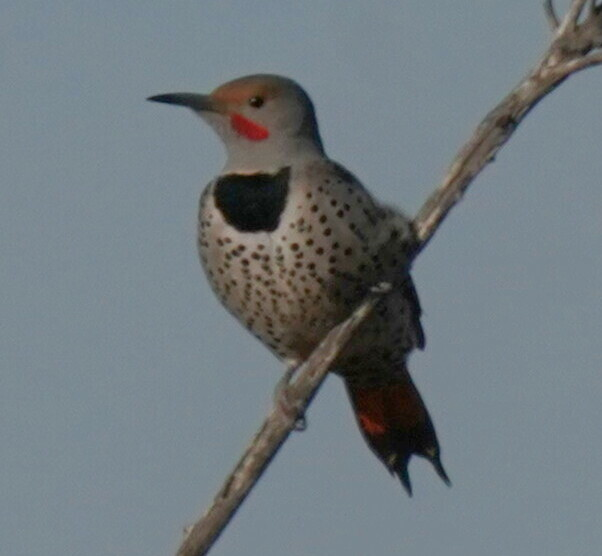
C. a. collaris no Novo México.
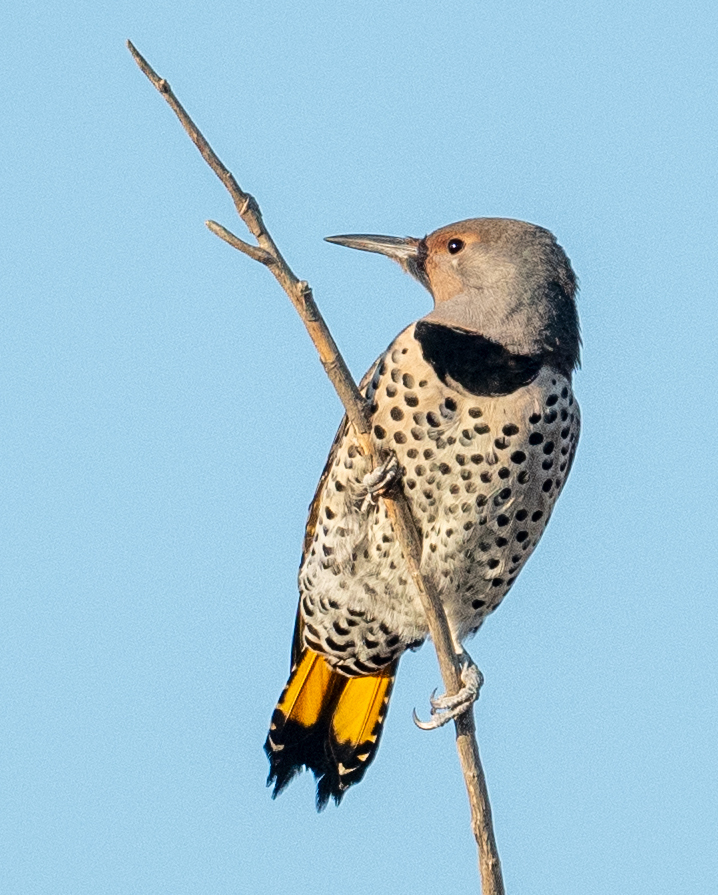
C. a. luteus na Califórnia .